# Anthony Vincent
Anthony Vincent est un journaliste français né le 7 mai 1993. Il écrit sur la culture, la mode, la beauté, les questions queer et d'identité.
Diplômé en journalisme culturel, il est cocréateur du podcast Extimité et chef de la rubrique mode pour le média Madmoizelle.

## Biographie
Anthony Vincent naît en 1993 et grandit en région parisienne. 
Scolarisé en ZEP durant son adolescence, il souhaite devenir professeur de français à l'étranger. Alors qu'il entame des études en lettres, il effectue un stage pour l'émission littéraire "Un livre un jour" diffusée sur la chaîne de télévision France 3.
En 2015, Anthony Vincent obtient un Master 1 en lettres modernes à la Sorbonne, puis, en 2016, un Master 2 en journalisme culturel, à l'Université Sorbonne-Nouvelle. Il rédige un mémoire de recherche en littérature sur l'auteur homosexuel Hervé Guibert, pour qui les notions de pudeur et d’impudeur ont une forte dimension politique. C'est durant ce parcours universitaire, qu'il commence à s'intéresser à la mode comme moyen de se construire une identité choisie.
Anthony Vincent vit en région parisienne.

## Parcours professionnel
En 2015, Anthony Vincent rédige des articles en tant que journaliste de mode pour l'hebdomadaire Grazia. Il travaille ensuite, de septembre 2015 à février 2017, pour le Figaro et Madame Figaro, en traitant de mode, ainsi que de beauté femme et homme, avant de devenir journaliste indépendant. Il rédige notamment des articles sur les questions de mode et d'identité pour Vanity Fair France, Mixte, Antidote, Paulette, Les Inrockuptibles, Têtu, ou encore Nylon France.
Ses sujets de prédilection sont en lien avec les notions d’identité et de représentations, ce qui l'amène à écrire sur l’art contemporain, la mode et la beauté, en tenant compte des problématiques liées à l'appropriation culturelle, plus particulièrement dans le domaine des magazines féminins.
Parallèlement à sa carrière de journaliste en presse écrite et numérique, Anthony Vincent co-crée et produit le podcast Extimité.
Depuis février 2021, il est chef de la rubrique mode pour le média français Madmoizelle, sur le site duquel il propose une page en tant que rédacteur mode.

### Podcast Extimité

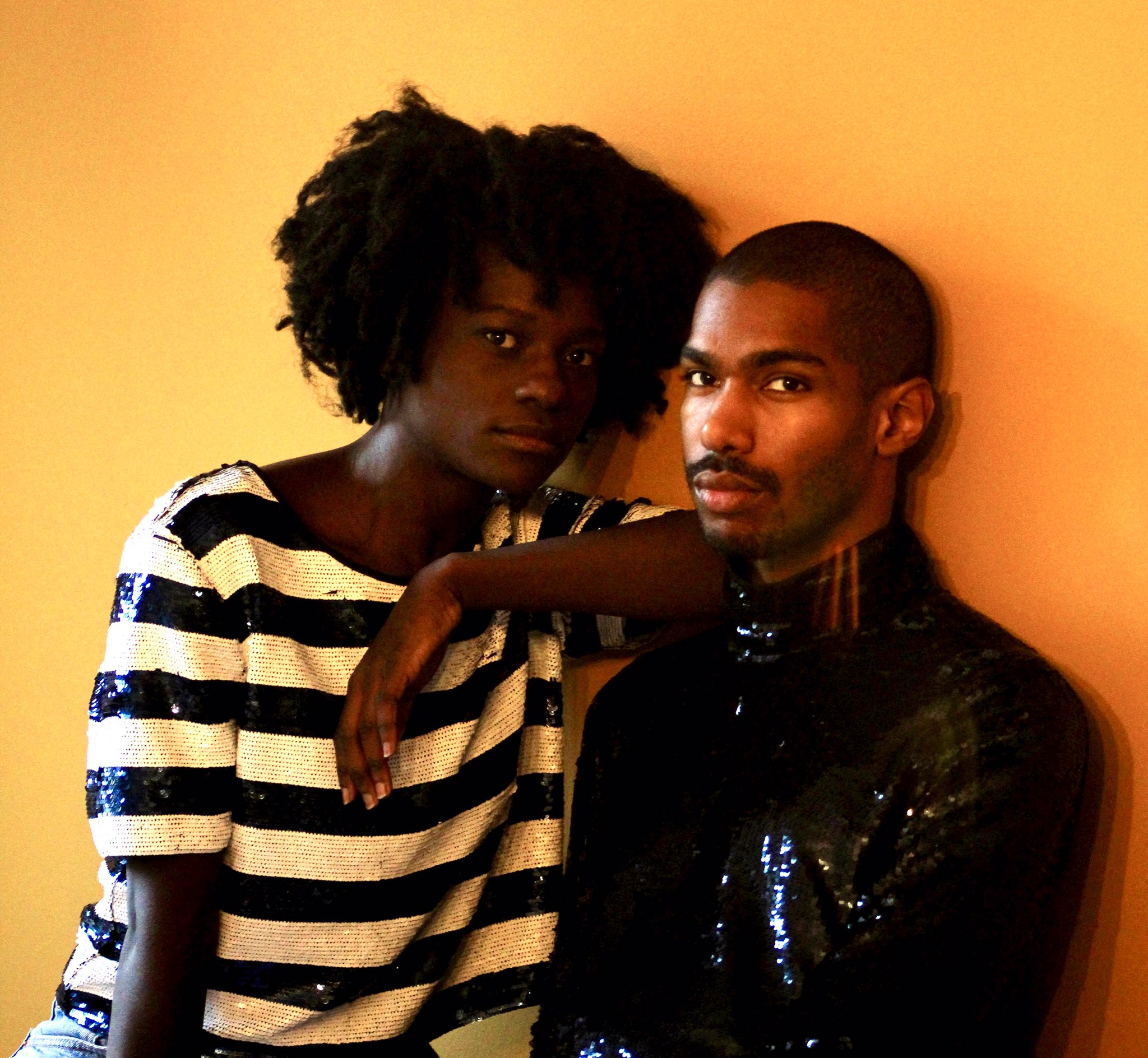
Douce Dibondo et Anthony Vincent, qui ont créé le podcast Extimité.

En 2018, ne supportant plus les cases dans lesquelles on enferme les minorités, Douce Dibondo et Anthony Vincent créent et produisent le podcast Extimité, afin d'offrir un espace où chacun a la possibilité de se raconter à la première personne, dans sa complexité, sans filtre colonial, sexiste ou hétéronormé. À leurs yeux, les récits intimes ont un pouvoir politique. Les personnes victimes de discriminations sont conviées à partager une conversation intimiste, durant laquelle il est possible de raconter sans pudeur les étapes de leur vie, de l'enfance à l'âge adulte, ainsi que les obstacles rencontrés en tant que personnes racisées et/ou LGBTQI. Pour le magazine Paulette, « Douce et Anthony, aka le "Yin et le Yang", c’est une cohérence et une complémentarité à toute épreuve », un duo queer et racisé, complice, en symbiose ». Anthony Vincent complète en expliquant que ce podcast fonctionne comme une sorte de pacte de lecture entre les invités et l'audience, qui permet de raconter d’où l’on vient et qui l’on est.

### PodcastMatières premières
Depuis mai 2021, Anthony Vincent anime le podcast Matières premières, pour le média Madmoizelle, dans lequel il décrypte les étiquettes des vêtements, en rencontrant des experts du domaine, pour en apprendre davantage sur la production des matières premières nécessaires à la mode, loin de tout greenwashing. C'est aussi l'occasion de s'interroger sur l'histoire sociale et politique de la production de ces matières.

### Engagement
Après avoir vécu quelques situations discriminantes durant ses années de scolarisation au collège, c'est au lycée qu'Anthony Vincent prend conscience des problématiques liées au racisme. Le processus se poursuit avec son parcours universitaire, où il lui semble que les étudiants noirs subissent un traitement différencié.
Pour lui, les questions de représentation prennent de plus en plus de place dans les médias, cependant le journaliste estime qu’on a besoin d’inclusion, plus que de représentations. Le simple fait de partager publiquement le contenu des entretiens du podcast Extimité dans l’espace médiatique, soit les récits de personnes minorisées qui racontent leurs vies comme dans un journal intime, devient un acte politique.
En 2023, Anthony Vincent contribue à l'ouvrage collectif Pédés aux côtés de sept autres hommes gays.

## Récompenses
- 2019 : Podcast Extimité - Prix du Bondy Blog pour l’égalité des chances et contre les discriminations, dans la catégorie radio[17]